# Триптоу, Дик
Ричард Флойд «Дик» Триптоу (англ. Richard Floyd "Dick" Triptow; 3 ноября 1922, Чикаго, штат Иллинойс, США — 20 февраля 2015, Лейк-Форест, штат Иллинойс, США) — американский профессиональный баскетболист и тренер. Чемпион НБЛ в сезоне 1946/1947 годов.

## Ранние годы
Дик Триптоу родился 3 ноября 1922 года в городе Чикаго (штат Иллинойс), там же учился в технической школе имени Альберта Лейна, в которой играл за местную баскетбольную команду.

## Студенческая карьера
В 1944 году окончил Университет Де Поля, где в течение четырёх лет играл за команду «Де Поль Блю Демонс», в которой провёл успешную студенческую карьеру. При Триптоу «Блю Демонс» ни разу не выигрывали регулярный чемпионат конференции Independent, впрочем один раз выходили в плей-офф студенческого чемпионата США (1943). В 1943 году «Блю Демонс» вышли в финал четырёх турнира NCAA (англ. Final Four), где в полуфинальном матче, 25 марта, в упорной борьбе проиграли команде Джона Мэнкена «Джорджтаун Хойяс» со счётом 49—53, в котором Дик, будучи одноклубником Джорджа Майкена, не принимал участия из-за травмы. В своём последнем сезоне в составе «Блю Демонс» Триптоу стал вторым по результативности после Майкена бомбардиром команды, за что по итогам сезона был включён во 2-ю всеамериканскую сборную NCAA (1944).

## Профессиональная карьера
Играл на позиции атакующего защитника и лёгкого форварда. В 1944 году Дик Триптоу заключил соглашение с командой «Чикаго Американ Гиэрс», выступавшей в Национальной баскетбольной лиге (НБЛ) и Профессиональной баскетбольной лиге Америки (ПБЛА). Позже выступал за команды «Три-Ситис Блэкхокс» (НБЛ), «Форт-Уэйн Золлнер Пистонс» (НБЛ, БАА) и «Балтимор Буллетс» (НБА). Всего в НБЛ провёл 4 сезона, а в БАА и НБА — по 1 сезону. В сезоне 1946/1947 годов Триптоу, будучи одноклубником Бобби Макдермотта, Джорджа Майкена, Боба Кэлихана и Стэна Патрика, выиграл чемпионский титул в составе «Чикаго Американ Гиэрс». В 1945 году включался во 2-ю сборную всех звёзд НБЛ. Всего за карьеру в НБЛ Дик сыграл 165 игр, в которых набрал 969 очков (в среднем 5,9 за игру). Всего за карьеру в НБА Триптоу сыграл 59 игр, в которых набрал 336 очков (в среднем 5,7 за игру) и сделал 97 передач. Помимо этого Триптоу в составе «Американ Гиэрс» и «Золлнер Пистонс» пять раз участвовал во Всемирном профессиональном баскетбольном турнире и три года подряд становился его бронзовым призёром (1945—1947).

## Тренерская карьера
После завершения профессиональной карьеры игрока Дик Триптоу на протяжении четырнадцати лет проработал на посту главного тренера в студенческой команде «Лейк-Форест Форестерс» (1959—1973). В 1997 году Триптоу написал книгу о своём опыте выступлений за «Чикаго Американ Гиэрс», которую назвал «Династия, которой никогда не было».

## Смерть
Дик Триптоу умер в пятницу, 20 февраля 2015 года, на 93-м году жизни в городе Лейк-Форест (штат Иллинойс).

## Статистика

### Статистика в НБА
| Сезон                                                                                    | Команда   | Регулярный сезон | Регулярный сезон | Регулярный сезон | Регулярный сезон | Регулярный сезон | Регулярный сезон | Регулярный сезон | Регулярный сезон | Регулярный сезон | Регулярный сезон | Регулярный сезон | Серия плей-офф | Серия плей-офф | Серия плей-офф | Серия плей-офф | Серия плей-офф | Серия плей-офф | Серия плей-офф | Серия плей-офф | Серия плей-офф | Серия плей-офф | Серия плей-офф |
| Сезон                                                                                    | Команда   | GP               | GS               | MPG              | FG%              | 3P%              | FT%              | RPG              | APG              | SPG              | BPG              | PPG              | GP             | GS             | MPG            | FG%            | 3P%            | FT%            | RPG            | APG            | SPG            | BPG            | PPG            |
| ---------------------------------------------------------------------------------------- | --------- | ---------------- | ---------------- | ---------------- | ---------------- | ---------------- | ---------------- | ---------------- | ---------------- | ---------------- | ---------------- | ---------------- | -------------- | -------------- | -------------- | -------------- | -------------- | -------------- | -------------- | -------------- | -------------- | -------------- | -------------- |
| 1948/49                                                                                  | Форт-Уэйн | 55               |                  |                  | 27,8             |                  | 72,3             |                  | 1,7              |                  |                  | 6,1              | Не участвовал  | Не участвовал  | Не участвовал  | Не участвовал  | Не участвовал  | Не участвовал  | Не участвовал  | Не участвовал  | Не участвовал  | Не участвовал  | Не участвовал  |
| 1949/50                                                                                  | Балтимор  | 4                |                  |                  | 0,0              |                  | 100,0            |                  | 0,3              |                  |                  | 0,5              | Не участвовал  | Не участвовал  | Не участвовал  | Не участвовал  | Не участвовал  | Не участвовал  | Не участвовал  | Не участвовал  | Не участвовал  | Не участвовал  | Не участвовал  |
|                                                                                          | Всего     | 59               |                  |                  | 27,5             |                  | 72,7             |                  | 1,6              |                  |                  | 5,7              | Не участвовал  | Не участвовал  | Не участвовал  | Не участвовал  | Не участвовал  | Не участвовал  | Не участвовал  | Не участвовал  | Не участвовал  | Не участвовал  | Не участвовал  |
| Наведите курсор мыши на аббревиатуры в заголовке таблицы, чтобы прочесть их расшифровку. |           |                  |                  |                  |                  |                  |                  |                  |                  |                  |                  |                  |                |                |                |                |                |                |                |                |                |                |                |